# Rakata (isola)
Rakata è il nome di uno stratovulcano dell'isola indonesiana di Krakatoa situato nello stretto della Sonda fra le isole di Sumatra e Giava; è il nome anche dell'isolotto formato dal cono.
Si tratta del cono vulcanico più meridionale dei tre vulcani che formavano l'isola di Krakatoa (gli altri sono Danan e Perboewatan) e l'unico non completamente distrutto nel corso dell'eruzione del 1883.